# NGC 1316
NGC 1316 је спирална галаксија у сазвежђу Пећ која се налази на NGC листи објеката дубоког неба.
Деклинација објекта је - 37° 12' 28" а ректасцензија 3h 22m 41,4s. Привидна величина (магнитуда) објекта NGC 1316 износи 8,4 а фотографска магнитуда 9,4. Налази се на удаљености од 19,067 милиона парсека од Сунца. NGC 1316 је још познат и под ознакама ESO 357-22, MCG -6-8-8, ARP 154, FCC 21, IRAS 03208-3723, AM 0320-372, Fornax A, PGC 12651.